# Habek
Habek (hangul: 하백, handzsa: 河伯) a koreai mitológia folyamistene, alakja rengeteg történetben megjelenik. Bár a koreai mitológia egy kevéssé jelentős figurája volt, világszerte ismertté vált a 2006-os Vízisten menyasszonya (hangul: 하백의 신부, átírás: Habek-i sinbu) című manhva által, melynek Habek a férfi főszereplője. A képregény rendkívül népszerű lett, több nyelvre lefordították, köztük magyarra is, valamint 2017-ben egy dél-koreai sorozat is készült belőle.
Habekről, mint a koreai mitológia legtöbb alakjáról, csak történetekből tudni, melyeknek rengeteg változata maradt fönn, ezáltal a Habekről szóló információk is a történetek szerint váltakoznak.
Alakja valószínűleg a kínai Hebo (kínai:  河伯) víziszellemből ered, akit a Sárga-folyó isteneként tart számon a kínai mitológia. Habek legidősebb lánya Juhva, nevének jelentése „fűzvirág”. Juhva alakja sokkal ismertebb, mint Habeké és a folyamistenről a lányáról szóló történetekből tudni a legtöbbet. A történetek szerint a Jalu folyóban (koreaiul: Amnokkang, hangul: 압록강) éltek. Juhva jelentősége, hogy két fontos történelmi-mitológiai személy anyjaként is számon tartják: Ko Dzsumong (hangul: 고주몽, handzsa: 高朱蒙, RR: Go Jumong?; i. e. 37 - i. e. 19), Kogurjo (hangul: 고구려 , handzsa: 高句麗, RR: Goguryeo; i. e. 37 – i. sz. 668) állam alapítója és első királya, valamint Heburu (hangul: 해부루, handzsa: 解夫婁, RR: HaeBuru?), Pujo (hangul: 부여) állam uralkodójának az anyja.

## Juhva története
I Gjubo költőnek (hangul: 이규보) egy 13. századból származó írásában maradtak fönn információk Habekről. Az írás szerint Habeknek három lánya volt, a két fiatalabb Hvonhva (hangul: 훤화) és Vihva (hangul: 위화), a legidősebb pedig Juhva. Hemoszu (hangul: 해모수), az Egek Urának fia egy nap az Ungsim (hangul: 웅심, „medveszív”) folyónál meglátta Habek három lányát. A parti homokba palotát rajzolt, mely azonnal valódivá vált, majd amikor a lányok bementek a palotába, Hemoszu elragadta Juhvát, és Habek víz alatti palotájába vitte, hogy feleségül vegye. Habek haragjában párbajra hívta Hemoszut, amit elvesztett.  Azonban a lakodalom után Hemoszu hátrahagyta Juhvát és egyedül ment vissza az égbe. Így Habek haragja Juhva ellen fordult, aki szégyenbe hozta őt, ezért büntetésből száműzte őt az Ubalszu (hangul: 우발수) folyóba, de előtte megnyújtatta háromhüvelyknyire Juhva száját. Juhvát halászok kifogták a folyóból és Kelet-Pujo uralkodójához, Kumvához (hangul: 금와, handzsa: 金蛙, RR: Geumwa?) vitték, aki szobájába rejtette őt. Azonban egy napsugár rásütött Juhva testére, ettől teherbe esett, és a jobb hónaljából tojást szült. A tojást elvették Juhvától és megpróbáltak megszabadulni tőle, de különféle állatok vigyáztak rá és a nap melegítette, így nem esett baja. Végül visszaadták Juhvának és megszületett belőle Ko Dzsumong, Kogurjo alapítója.